# Владиславский (посёлок)
Владисла́вский — посёлок в Коченёвском районе Новосибирской области России. Входит в состав Овчинниковского сельсовета.

## География
Площадь поселка Владиславский составляет 42 гектара. Поселок Владиславский расположен вдоль дороги "Ермиловка-Овчинниково". 
Владиславский находится в 13-ти километрах от Овчинниково

### Уличная сеть
В поселке одна улица: Луговая.

## Транспортные сети и дороги
Попасть в поселок можно по проселочной дороге длиной 3,3 километра. 

### Структура дороги и ее состояние
Дорога ведущая в поселок, преимущественно доступна только в теплые времена года. Дорога не обслуживается и является полевой.

## Промышленость
Территория поселка активно используется в лесозаготовках.

## Население
Жителей там, в принципе, нет, исключительно летом приезжают горожане, которых прописано 13 человек. Владиславский последние годы существовал лишь благодаря 90-летней бабушке.
| 2002 | 2007 | 2010 |
| ---- | ---- | ---- |
| 1    | →1   | →1   |

В поселке Владиславском на 1904 г. - 4 двора, 22 жителя; на 1911 г. - 38 дворов, 174 жителя; на 1928 г. - 76 дворов, 398 жителей.

## Инфраструктура
В посёлке по данным на 2007 год отсутствует социальная инфраструктура.